# Spectacle Island (ö i Australien, Tasmanien)
Spectacle Island är en ö i Australien. Den ligger i delstaten Tasmanien, i den sydöstra delen av landet, omkring 23 kilometer öster om delstatshuvudstaden Hobart.
Genomsnittlig årsnederbörd är 619 millimeter. Den regnigaste månaden är november, med i genomsnitt 79 mm nederbörd, och den torraste är augusti, med 37 mm nederbörd.